# Podsavezna nogometna liga Tuzla 1960./61.
Podsavezna nogometna liga Tuzla, također i kao "Tuzlanska podsavezna liga" je bila liga četvrtog stupnja nogometnog prvenstva Jugoslavije u sezoni 1960./61. 
 
Sudjelovalo je 12 klubova, a prvak je bio "Slaven" iz Živinica. 

## Ljestvica
| mj. | klub               | ut. | pob. | ner. | por. | gol+ | gol- | bod |
| --- | ------------------ | --- | ---- | ---- | ---- | ---- | ---- | --- |
| 1.  | Slaven Živinice    | 22  | 17   | 3    | 2    | 66   | 21   | 37  |
| 2.  | Radnik Lipnica     | 22  | 14   | 3    | 5    | 56   | 42   | 31  |
| 3.  | Drina Zvornik      | 22  | 13   | 4    | 5    | 58   | 27   | 30  |
| 4.  | Budućnost Banovići | 22  | 13   | 3    | 6    | 61   | 35   | 29  |
| 5.  | Bratstvo Bratunac  | 22  | 13   | 2    | 7    | 68   | 34   | 28  |
| 6.  | Mramor             | 22  | 11   | 5    | 6    | 77   | 33   | 27  |
| 7.  | Bratstvo Gračanica | 22  | 7    | 6    | 9    | 34   | 38   | 20  |
| 8.  | Jedinstvo Tuzla    | 22  | 8    | 3    | 11   | 43   | 57   | 19  |
| 9.  | Rudar Lukavac      | 22  | 5    | 5    | 12   | 38   | 56   | 15  |
| 10. | Konjuh Kladanj     | 22  | 4    | 4    | 14   | 24   | 62   | 12  |
| 11. | Mladost Puračić    | 22  | 4    | 2    | 16   | 24   | 79   | 10  |
| 12. | Partizan Tuzla     | 22  | 3    | 0    | 19   | 20   | 85   | 6   |

## Rezultatska križaljka
| kratica | klub               | BRAB | BRAG | BUD | DRI | JED | KONJ | MLA | MRA | PAR | RAD | RUD | SLA |
| --- | ------------------ | ---- | ---- | --- | --- | --- | ---- | --- | --- | --- | --- | --- | --- |
| BRAB | Bratstvo Bratunac  |      |      |     |     |     |      |     |     |     |     |     |     |
| BRAG | Bratstvo Gračanica |      |      |     |     |     |      |     |     |     |     |     |     |
| BUD | Budućnost Banovići |      |      |     |     |     |      |     |     |     |     |     |     |
| DRI | Drina Zvornik      |      |      |     |     |     |      |     |     |     |     |     |     |
| JED | Jedinstvo Tuzla    |      |      |     |     |     |      |     |     |     |     |     |     |
| KONJ | Konjuh Kladanj     |      |      |     |     |     |      |     |     |     |     |     |     |
| MLA | Mladost Puračić    |      |      |     |     |     |      |     |     |     |     |     |     |
| MRA | Mramor             |      |      |     |     |     |      |     |     |     |     |     |     |
| PAR | Partizan Tuzla     |      |      |     |     |     |      |     |     |     |     |     |     |
| RAD | Radnik Lipnica     |      |      |     |     |     |      |     |     |     |     |     |     |
| RUD | Rudar Lukavac      |      |      |     |     |     |      |     |     |     |     |     |     |
| SLA | Slaven Živinice    |      |      |     |     |     |      |     |     |     |     |     |     |
| |                    |      |      |     |     |     |      |     |     |     |     |     |     |
| podebljan rezultat - utakmice od 1. do 11. kola (1. utakmica između klubova) rezultat normalne debljine - utakmice od 12. do 22. kola (2. utakmica između klubova) rezultat nakošen - nije vidljiv redoslijed odigravanja međusobnih utakmica iz dostupnih izvora rezultat nakošen i smanjen * - iz dostupnih izvora nije uočljiv domaćin susreta prekrižen rezultat - poništena ili brisana utakmica p - utakmica prekinuta 3:0 p.f. / 0:3 p.f. - rezultat 3:0 bez borbe n.i. - nije igrano |                    |      |      |     |     |     |      |     |     |     |     |     |     |

 Izvori: 